# Zaginione Miasta

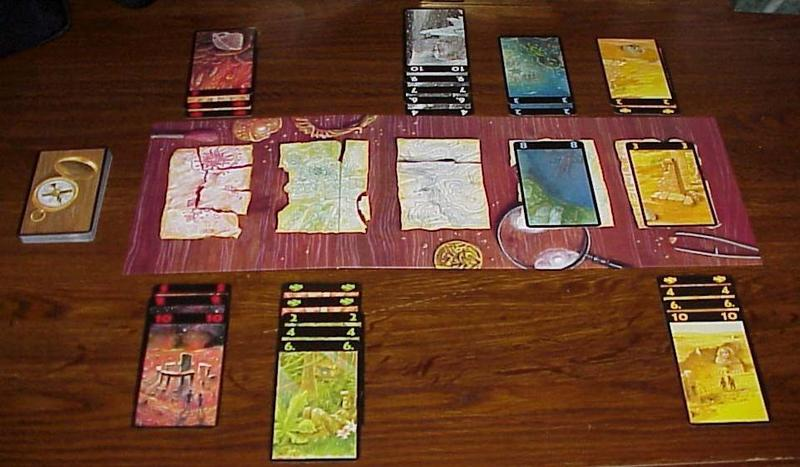
Zaginione Miasta

Zaginione Miasta (Lost Cities) – gra będąca formą pośrednią pomiędzy grą planszową a grą karcianą, zaprojektowana przez Reinera Knizię w 1999 roku.
Gra została wydana w Polsce w 2004 roku przez wydawnictwo Galakta z Krakowa.
Zadaniem gracza jest zorganizowanie wypraw mających na celu poszukiwanie tytułowych zaginionych miast w Himalajach, brazylijskich lasach równikowych, w ruchomych piaskach, starożytnych wulkanach czy w Królestwie Neptuna. Oryginalnie gra została zaprojektowana dla dwóch osób, ale powstały wersje dla 3 i 4 osób wymyślone przez pasjonatów tej gry.
W skład gry wchodzą talia kart w pięciu kolorach przedstawiających sceny z wypraw do poszczególnych obszarów oraz planszy. Każdy kolor zawiera dziesięć kart z wartościami od 2 do 10 oraz 3 karty zakładów. Na planszy znajduje się pięć pól, na które wykłada się karty we właściwym kolorze. Gracze otrzymują na początek 8 kart, a pozostałe dobierają w trakcie rozgrywki ze stosu. Każda rozpoczęta przez gracza wyprawa kosztuje 20 punktów. Pojedynczą rozgrywkę wygrywa gracz, który po odjęciu kosztów wyprawy zdobędzie najwięcej punktów. Dodatkową szansą na zdobycie przewagi jest wyłożenie na początku każdej wyprawy, kart zakładu, które pomnażają zdobyte punkty.
Rozgrywka trwa stosunkowo krótko. Zwycięzcą zostaje gracz, który w trzech rozgrywkach uzyska najwięcej punktów.
Część graczy krytykuje grę za oderwanie mechaniki gry od jej tematu - co jest typowe dla gier niemieckich (tzw. German style lub euro-games).

## W sieci
- Zasady gry na stronie polskiego wydawcy. galakta.pl. [zarchiwizowane z tego adresu (2007-09-27)].